# Уильям, Уоррен
Уоррен Уильям (англ. Warren William; 2 декабря 1894, Эйткин, Миннесота — 24 сентября 1948, Энсино, Калифорния) — американский актёр театра и кино.

## Биография
Уоррен Уильям Крек родился 2 декабря 1894 года в городе Эйткин (штат Миннесота). Имел сильное внешнее сходство с известным актёром Джоном Берримором, что отчасти повлияло на выбор его карьеры. Учился в Американской академии драматических искусств (англ. American Academy of Dramatic Arts). В 1931 году покинул Бродвей и переехал в Голливуд. Носил прозвище «Король англ. Pre-Code Hollywood». Его амплуа было различные аморальные дельцы, адвокаты и прочие «бессердечные личности», в том числе Сэм Спейд.
Первым (в 1934 году) на широком экране исполнил роль Перри Мейсона в экранизациях произведений Эрла Стэнли Гарднера.
В 1923 году женился на Хелен Барбаре Нельсон (Helen Barbara Nelson), женщине старше его на семнадцать лет, но которая, тем не менее, пережила его. Уоррен Уильям скончался 24 сентября 1948 года на 54-м году жизни от миеломной болезни.
Удостоен звезды (1559 англ. Vine Street) на Голливудской «Аллее славы».

## Избранная фильмография
- 1923 — / Plunder — мистер Джонс
- 1927 — В двенадцати милях / англ. Twelve Miles Out (эпизод)
- 1931 — Честь семьи / англ. Honor of the Family — капитан Борис Бэрони
- 1931 — / англ. Under 18 — Реймонд Хардинг
- 1932 — Мундштук / англ. The Mouthpiece — Винсент Дэй
- 1932 — Чёрная лошадь / The Dark Horse — Хэл Самсон Блейк
- 1932 — Души небоскрёбов / англ. Skyscraper Souls — Дэвид Дуайт
- 1932 — Трое в паре / англ. Three on a Match — Роберт Кирквуд
- 1932 — / англ. The Match King — Пол Кролл
- 1933 — Снова прощай / Goodbye Again — Кеннет Биксби
- 1933 — Служебный вход — Курт Андерсон
- 1933 — Золотоискатели 1933 года / англ. Gold Diggers of 1933 — Лоренс Бредфорд
- 1933 — Леди на один день / Lady for a Day — пижон Дейв
- 1934 — Верхний мир / Upper World — Александр Стрим
- 1934 — Дело о воющей собаке / англ. The Case of the Howling Dog — Перри Мейсон (англ. Perry Mason)
- 1934 — Клеопатра / Cleopatra — Юлий Цезарь
- 1934 — Имитация жизни — Imitation of Life — Стивен Арчер
- 1934 — Дело о драконе-убийце — The Dragon Murder Case — Фило Вэнс
- 1935 — / англ. Living on Velvet — Уолтер Притчем
- 1935 — Дело о любопытной новобрачной / The Case of the Curious Bride — Перри Мейсон
- 1935 — Дело о счастливых ножках / англ. The Case of the Lucky Legs — Перри Мейсон
- 1935 — Вдова из Монте-Карло / англ. The Widow from Monte Carlo — Аллан Чепстоу
- 1935 — Не ставь на блондинок / Don’t Bet on Blondes — Оскар Оуэн
- 1936 — Сатана встречает леди / англ. Satan Met a Lady — Тед Шейн (Сэм Спейд)
- 1936 — Дело о бархатных коготках / англ. The Case of the Velvet Claws — Перри Мейсон
- 1936 — Мэй Уэст навсегда / англ. Go West, Young Man — Морган
- 1937 — Светлячок / The Firefly — полковник Рушемон
- 1937 — Мадам Икс / Madame X — Бернар Флюруа
- 1938 — Жёны под подозрением / англ. Wives Under Suspicion — прокурор Джим Стоуэлл
- 1939 — Одинокий волк: Шпионская охота / The Lone Wolf Spy Hunt — Майкл Лэнъярд, он же Одинокий Волк
- 1939 — Человек в железной маске / The Man in the Iron Mask — д’Артаньян
- 1940 — Лиллиан Расселл / Lillian Russell — бизнесмен Джесс Льюисон (англ. Jesse Lewisohn)
- 1940 — Аризона / Arizona — Джефферсон Картерет
- 1940 — Одинокий волк наносит удар / The Lone Wolf Strikes — Майкл Лэнъярд, он же Одинокий волк
- 1940 — Одинокий волк встречает леди / The Lone Wolf Meets a Lady — Майкл Лэнъярд, он же Одинокий волк
- 1941 — Зов диких гусей / англ. Wild Geese Calling — Блэки Бедфорд
- 1941 — Секреты Одинокого волка / Secrets of the Lone Wolf — Майкл Лэнъярд, он же Одинокий волк
- 1941 — Человек-волк / The Wolf Man — доктор Ллойд
- 1942 — Контршпионаж / Counter-Espionage — Майкл Лэнъярд, он же Одинокий Волк
- 1943 — Одна опасная ночь / One Dangerous Night — Майкл Лэнъярд, он же Одинокий волк
- 1945 — Странная иллюзия / Strange Illusion — Бретт Кёртис
- 1946 — Страх / Fear — капитан Бьюрк, полицейский
- 1947 — Личные дела милого друга / англ. The Private Affairs of Bel Ami — Ларош-Матью